# Liceul Francez „Anna de Noailles” din București
Liceul Francez „Anna de Noailles” (în franceză Lycée Français Anna de Noailles) este un liceu internațional din București cu limba de predare franceză. El oferă întreaga gamă de învățământ preuniversitar, de la grădiniță, până la liceu, inclusiv.

## Istoric
Este fosta Școală Franceză din București. Din anul școlar 2013–2014 are un local nou, cu o capacitate de 1200 de elevi. Dintre aceștia, aproximativ o treime sunt români.

## Susținere financiară
Deși este o școală publică și este subvenționată de statul francez, finanțarea este în regim de școală privată, deoarece statul francez nu are obligația de a asigura învățământul gratuit în străinătate. Taxele anuale de școlarizare sunt de 5–7000 EUR, în funcție de treaptă și locul de origine al elevilor, plus 5–700 EUR cantina.
Școala se adresează copiilor diplomaților și oamenilor de afaceri francezi, care astfel își pot însoți părinții și se pot transfera ușor la alte unități de învățământ care fac parte din rețeaua Agenției pentru Învățământ Francez în Străinătate (franceză Agence pour l’Enseignement Français à l’Etranger – AEFE). De asemenea, se adresează copiilor ai căror părinți speră ca aceștia să facă o carieră în diplomație sau să devină oameni de afaceri în Franța, iar legăturile din școală le-ar putea fi de folos.
Școala urmează curricula învățământului de stat din Franța, care diferă de cea din România, ceea ce poate duce la probleme la susținerea bacalaureatului românesc deoarece materia cerută la bacalaureat diferă de cea studiată în școală.